# Lino Mosca
Lino Baldassarre Giovanni Battista Mosca Cirvella (Campiglia Cervo, 26 agosto 1907 – Cossato, 15 febbraio 1992) è stato un calciatore italiano, di ruolo centrocampista.

## Carriera
Nella stagione 1930-1931 vinse uno scudetto con la Juventus.

## Palmarès

### Competizioni nazionali
- Campionato italiano: 1

Juventus: 1930-1931